# Beypazarı
Beypazarı est une ville et un district de la province d'Ankara dans la région de l'Anatolie centrale en Turquie.

## Géographie
La ville est située à une cinquantaine de kilomètres au nord-ouest d'Ankara.

## Personnalités liées à la ville
- Mansur Yavaş, maire de 1999 à 2009.